# 練習曲作品25第10號 (蕭邦)

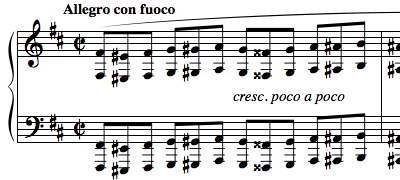
練習曲作品25第10號

練習曲作品25第10號是蕭邦的一首練習曲作品，為B小調，2/2拍，熱烈如火的快板（Allegro con fuoco）。此曲約寫於1835年。由于快板双手以八度弹奏，又名八度练习曲。

## 結構
此曲為三段體，A段為急速而連續的八度三連音；B段為B大調，3/4拍，旋律較為柔和，並反覆出現四次。此曲並沒太多明確的音量標記──A段各兩個(f、ff)，B段一個(p)，而且A段亦沒有踏板的標記。

## 改编作品
- 戈多夫斯基的鋼琴左手改編曲

## 外部連結
- 肖邦練習曲分析 （页面存档备份，存于）（英文）
- 練習曲作品25：国际乐谱典藏计划上的乐谱